# زهير الصوراني
زهير موسى أحمد الصوراني (1 يناير 1935 - )، سياسي وقانوني فلسطيني، شغل عدد من المناصب في دولة فلسطين.

## نشأته وتحصيله العلمي
ولد زهير موسى أحمد الصوراني في مدينة غزة عام 1935، حصل على درجة البكالوريس في الحقوق عام 1956 من جامعة القاهرة.

## مناصبه
- النائب العام لدولة فلسطين عام 1999.[1]
- وزير العدل الفلسطيني، منذ 29 أكتوبر 2002 ولغاية 30 أبريل 2003.[2]
- رئيس المحكمة الفلسطينية العليا، منذ عام 2003 وحتى عام 2005.[3]
- رئيس مجلس القضاء الفلسطيني الأعلى، منذ عام 2003 وحتى عام 2005.[3]